# Christian Wolf (Jurist)
Christian Wolf (* 21. Dezember 1958 in München) ist ein deutscher Rechtswissenschaftler auf den Gebieten des  Bürgerlichen Rechts, deutschen-, europäischen- und Internationalen Zivilprozessrecht sowie Anwaltsrecht und Professor an der Gottfried Wilhelm Leibniz Universität Hannover.

## Leben
Wolf studierte von 1980 bis 1985 Rechtswissenschaften an der Ludwig-Maximilians-Universität München. Nach dem Ersten Juristischen Staatsexamen absolvierte Wolf sein Referendariat vom September 1985 bis Dezember 1988 am Oberlandesgericht München und der Verwaltungshochschule Speyer. Nach dem zweiten Staatsexamen war Wolf zunächst als Rechtsanwalt in einer größeren international-wirtschaftsrechtlichen Anwaltskanzlei in München tätig. Von Ende 1989 bis Anfang 1992 war er im höheren bayerischen Justizdienst zunächst als Richter in einer allgemeinen Zivilkammer am Landgericht München I, sodann für einige Monate als Staatsanwalt bei der Staatsanwaltschaft am Landgericht München I tätig. 
Im Dezember 1991 schloss er die von Peter Schlosser betreute Dissertation „Die institutionelle Handelsschiedsgerichtsbarkeit“ ab. Die Arbeit wurde mit dem Münchener Fakultätspreis ausgezeichnet. Von Anfang 1992 bis 2000 war Wolf an der Universität München als Fakultätsassistent tätig. Seit dem Sommersemester 1997 nahm Wolf Lehrstuhlvertretungen in Dresden, München und Freiburg wahr. Im Januar 1998 erfolgte bei Peter Schlosser die Habilitationsschrift „Gerichtspflichtigkeit durch Vermögen“. Wolf wurde die Venia legendi für Bürgerliches Recht, Zivilprozessrecht, Internationales Zivilprozessrecht, Rechtsvergleichung und Europarecht zuerkannt.
Seit April 2000 lehrt er als ordentlicher Professor für Bürgerliches Recht, deutsches, europäisches und internationales Zivilprozessrecht an der Leibniz Universität Hannover. Von September 2001 bis September 2006 war Wolf Richter am Oberlandesgericht Celle im 2. Hauptamt. Seit Oktober 2005 ist er geschäftsführender Direktor des Instituts für Prozess- und Anwaltsrechts in Hannover (IPA). Seit Oktober 2006 gibt Wolf die Juristischen Arbeitsblätter mit heraus.

## Schriften
- Die institutionelle Handelsschiedsgerichtsbarkeit. Beck, München 1992 (Dissertation, Universität München, 1991).
- Gerichtspflichtigkeit durch Vermögen. Beck, München 2002 (Habilitationsschrift, Universität München, 1998).